# Pierre Christin
Pierre Christin (Saint-Mandé, 27 luglio 1938 – Parigi, 3 ottobre 2024) è stato uno scrittore, dialoghista e sceneggiatore francese.

## Biografia
Si laureò alla Sorbona per poi insegnare letteratura francese all'Università dello Utah e all'Università di Bordeaux. Egli divenne noto però soprattutto per la lunga collaborazione col fumettista Jean-Claude Mézières, scrivendo i dialoghi di Valérian e Laureline agenti spazio-temporali e di altri cicli di storie illustrate tra cui La Ville qui n'existait pas, La voyageuse de la petite ceinture, Rumeurs sur le Rouerge. Occasionalmente si mise a disposizione di altri fumettisti come Enki Bilal, Jacques Tardi, Alexis, Raymond Poïvet, Jijé, Annie Goetzinger, Daniel Ceppi e François Boucq. Inoltre realizzò sceneggiature e fu autore di romanzi, soprattutto di genere fantascientifico.
Christin è morto il 3 ottobre 2024, all'età di 86 anni.